# Бек, Юлия
Юлия Бек (20 декабря 1853 года — 21 сентября 1935 года) — шведская художница и каллиграф.

## Биография
Юлия Бек — дочь бухгалтера Франца Бека, родилась в Стокгольме, Швеция. Училась в Королевской шведской Академии изящных искусств (1872—1878), затем — в Академии Жюлиана в Париже (1883—1884), где её педагогами были французские художники Леон Бонна и Жан-Леон Жером. Затем поселилась во Франции, где провела большую часть оставшейся жизни. Некоторое время арендовала студию в Париже с художницами Харриет Бакер, Хильдегард Торелль и Анной Мунте-Норстедт, жила также в колонии художников в Гре-сюр-Луэн.
Как профессиональная художница Юлия Бек, по финансовым причинам, специализировалась на портретах и была одной из немногих финансово независимых шведских художниц своего поколения. Однако, её любимым жанром был пейзаж. Юлия Бек получила известность своими пейзажами в стиле импрессионистов, написанными в приглушенной палитре.
В 1934 году была награждена французским орденом Почетного легиона.
Юлия Бек скончалась в 1935 году в Вокрессоне, Франция.
В настоящее время её работы находятся в коллекциях музеев, включая Шведский Национальный музей. Ретроспектива работ художницы прошла в 2012—2013 годах в музее Зорна в городе Муре, Швеция и в художественном музее Свен-Гарри в Стокгольме.

## Прижизненные выставки
- Салон, Гран-Пале, Париж, 1880.
- Union des Femmes Peintres et Sculpteurs, Palais de l’Industrie, Париж, 1893.
- Салон, Гран-Пале, Париж, 1905.
- Vaucresson, 1925.

## Галерея

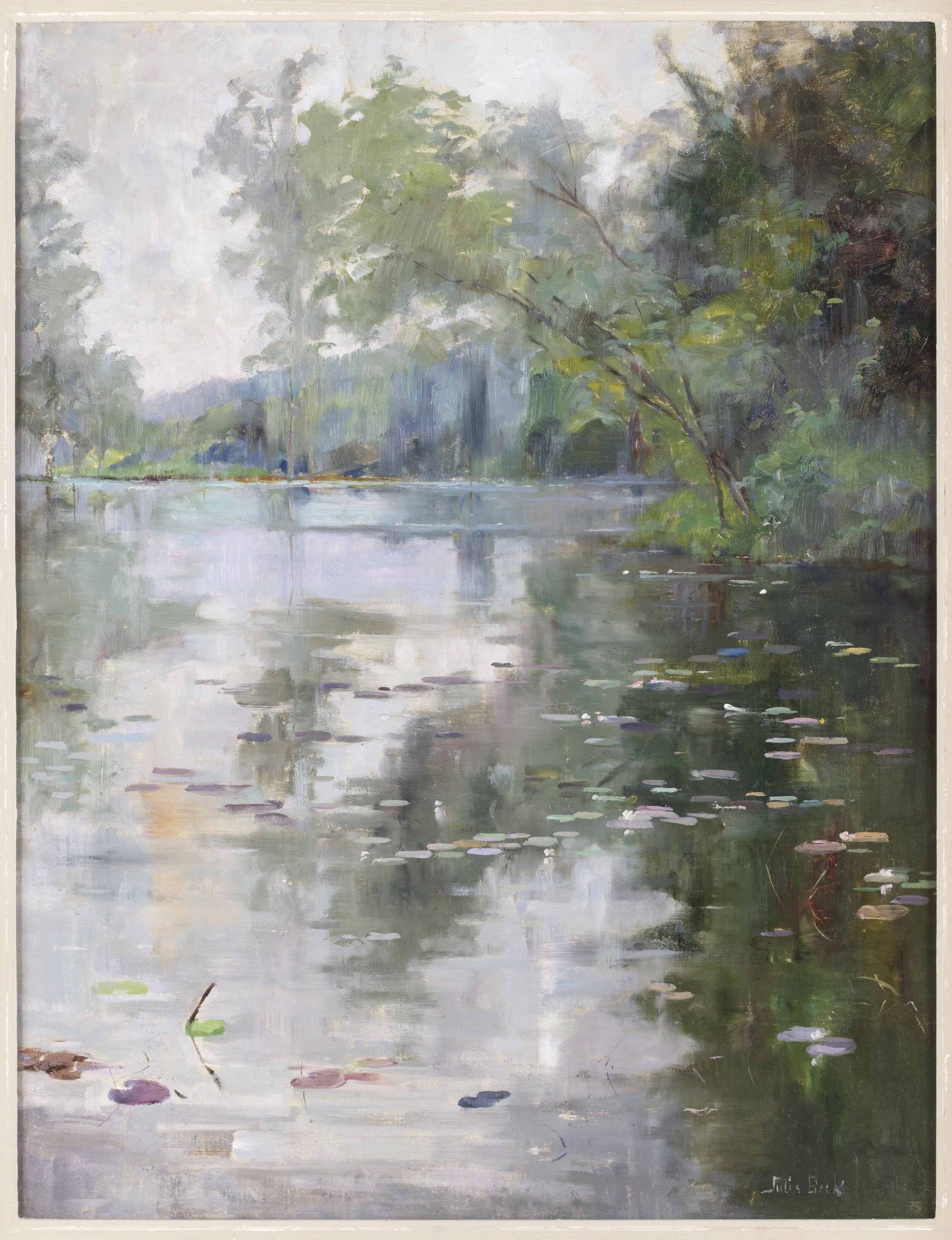
Юлия Бек, Кувшинки, холст, масло, около 1887-1888.
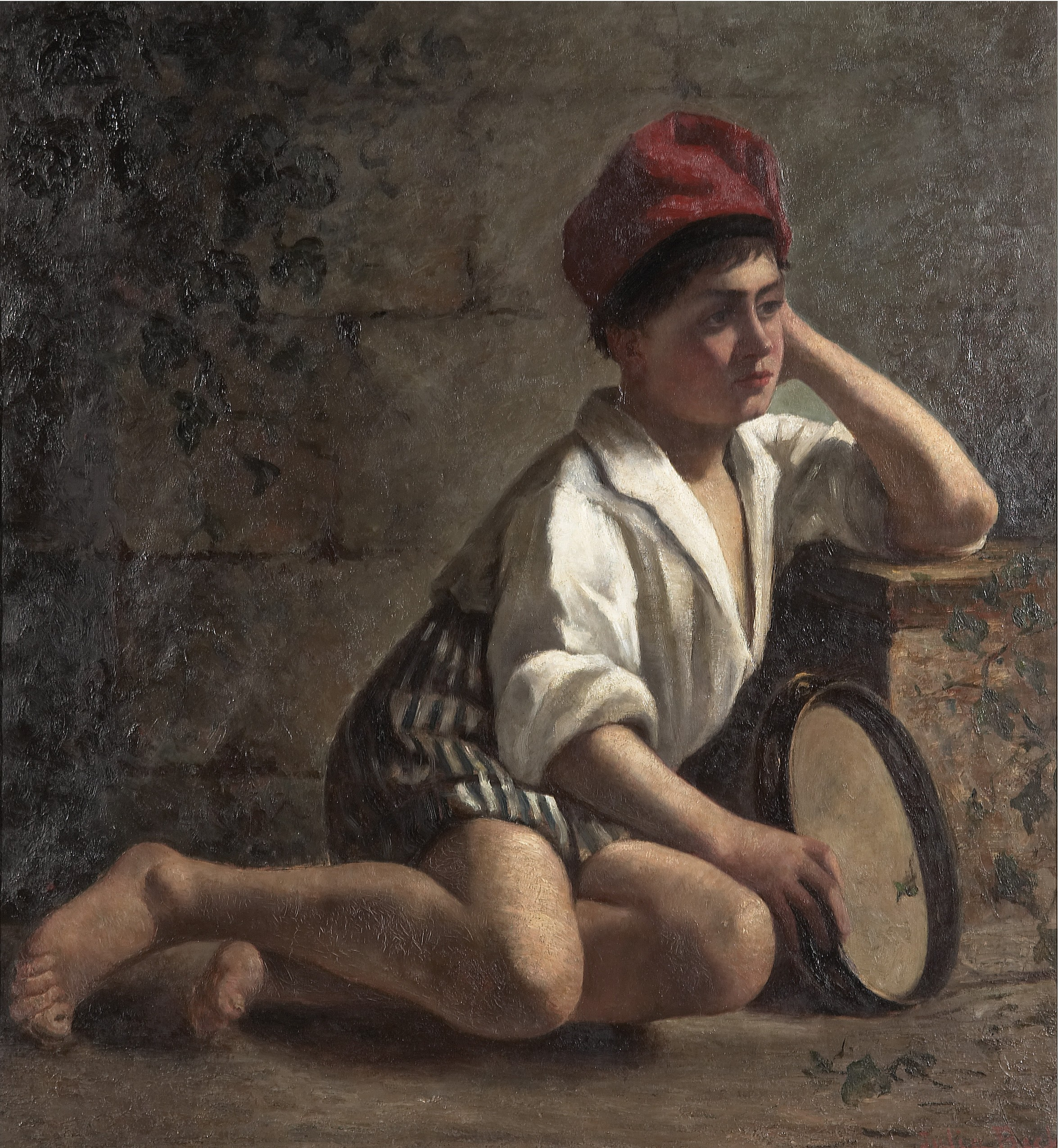
Мальчик с тамбурином.
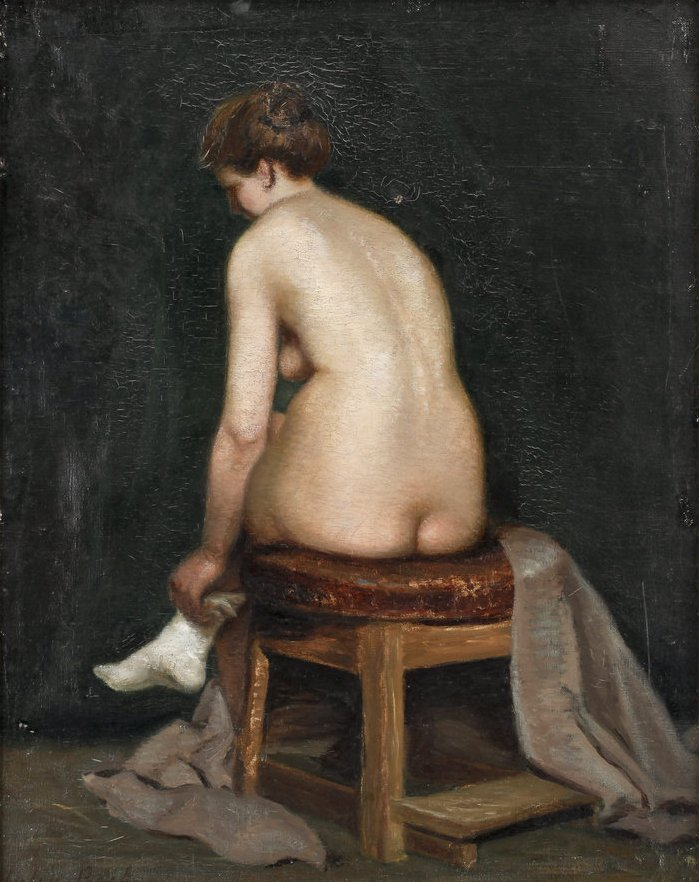
Женщина одевается, сидя на табуретке.
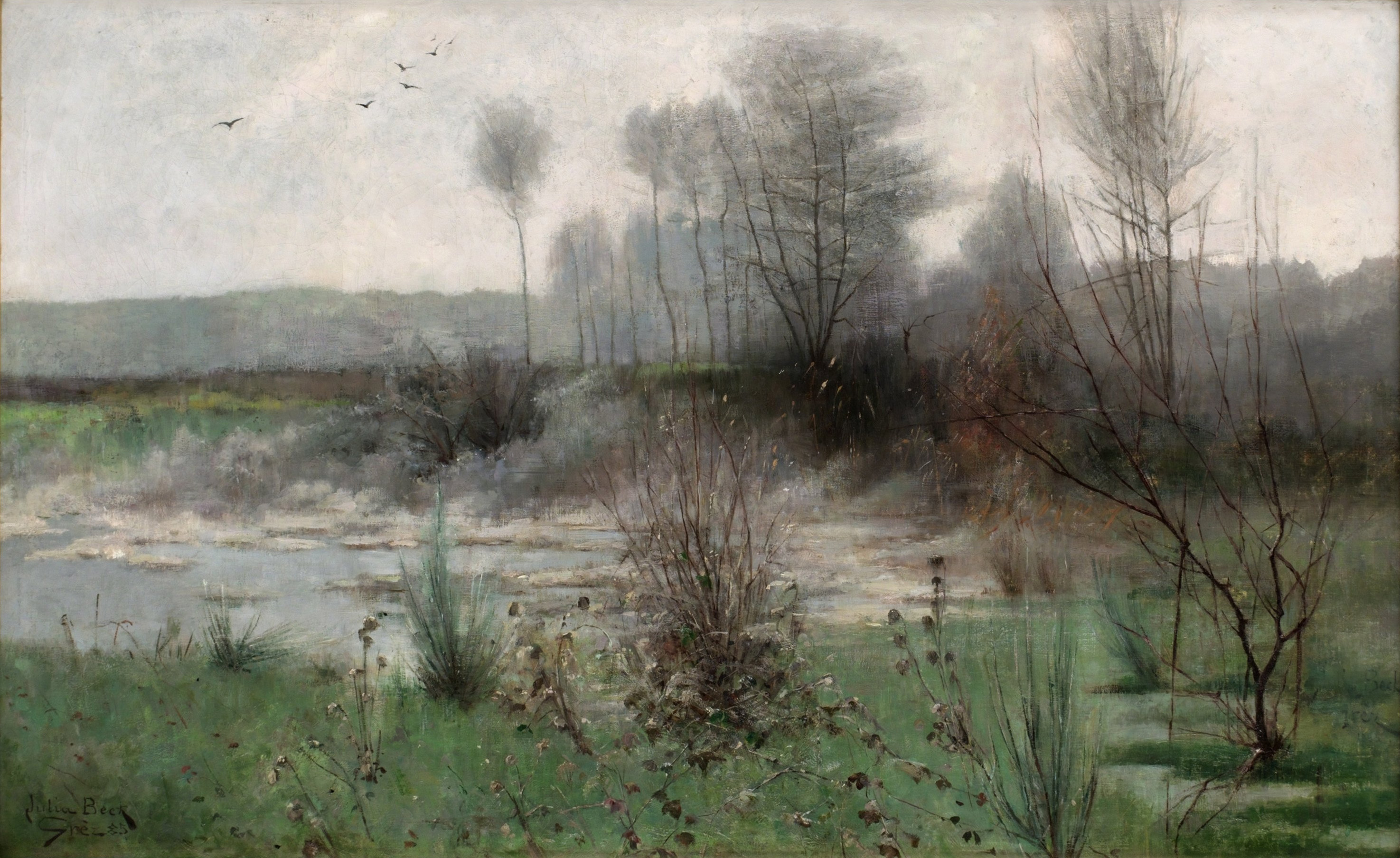
Французский пейзаж (1885).
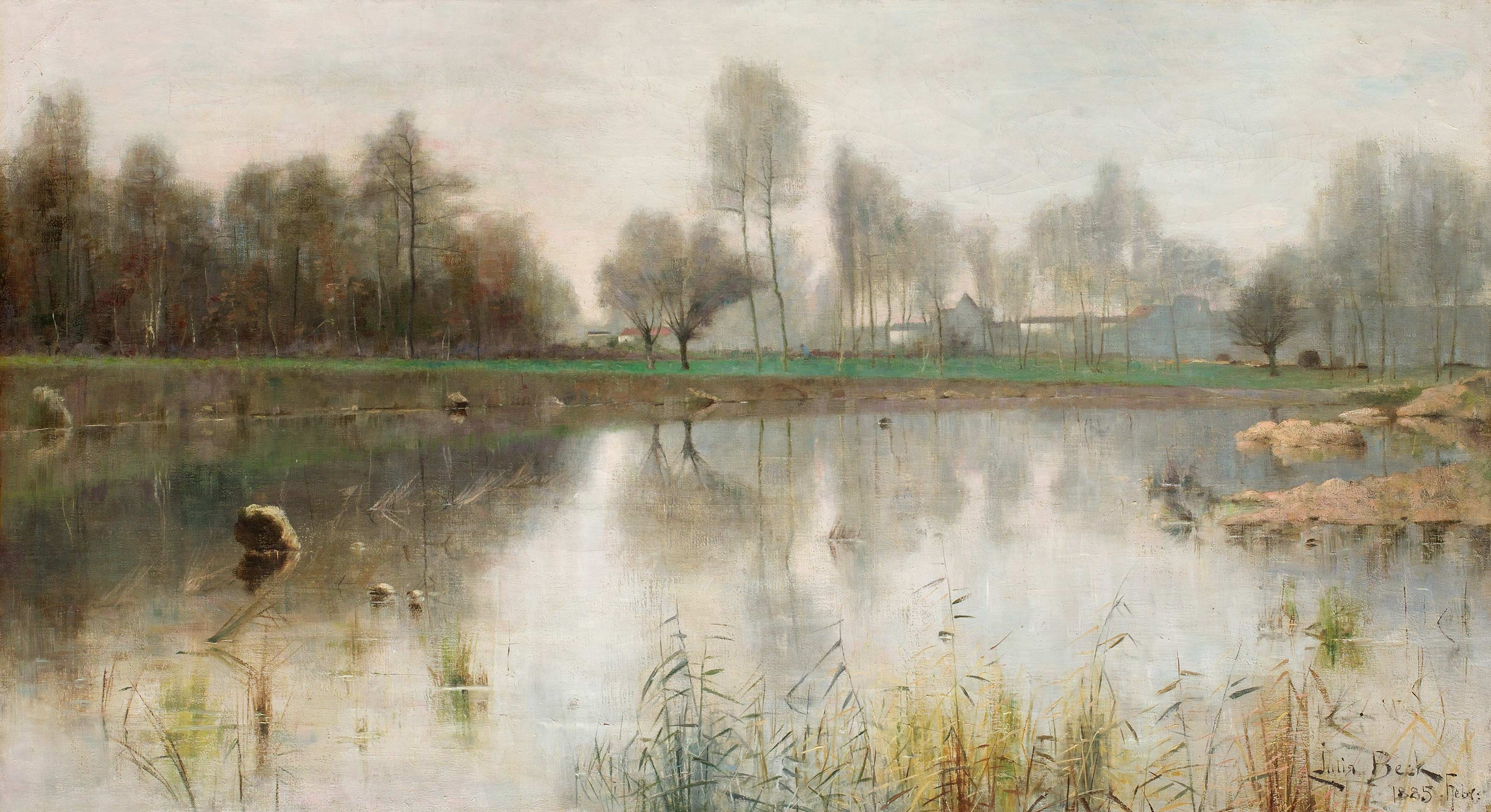
Река Сена (1885).